# 内特堡和约

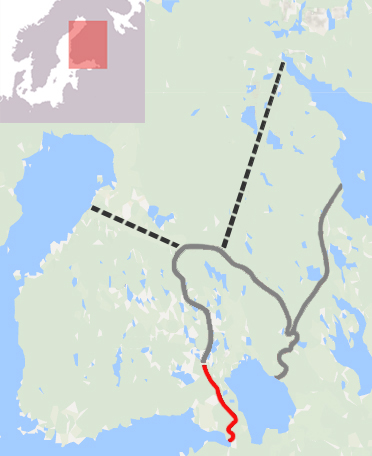
普遍的观点认为内特堡和约规定的边界线有两条分支：红色为无争议的边界线；虚线为两条分支（两条虚线内的区域为共享区域）；灰色实线为16世纪时的界线

《内特堡和约》（瑞典語：Freden i Nöteborg），是瑞典和诺夫哥罗德共和国首次就两国边境的划分而于1323年在内特堡（今什利谢利堡）签署的和约。三年后，诺夫哥罗德共和国与挪威签署了《诺夫哥罗德和约》。

## 和约名称问题
本和约在签署的时候并无特别的名称，当时就称为双边之间的“永久和平”。在瑞典语文献中通称为或，因此在英文中多称为。在英文中有时也用从俄语文献中转译过来的。和分别是瑞典语和俄语中什利谢利堡的旧名字，都是“坚果堡”的意思。
在芬兰语文献中和约的名字意为“坚果岛和约”。（坚果岛）是什利谢利堡城堡（或意译为“坚果堡”）所在的岛的芬兰语名字。

## 和约内容
和约的原本已失传。现存一些俄语、瑞典语和拉丁语的复本局部，而这些复本之间的内容有点互相冲突。
和约是为了结束瑞典与诺夫哥罗德共和国之间的战争而通过汉萨商人做中介来协商的。作为善意的象征，诺夫哥罗德把位于卡累利阿的三个教区割让给瑞典，而瑞典则不应该掺和诺夫哥罗德与纳尔瓦之间的任何冲突。双方都应该许诺不在新的边境上建立城堡。
和约规定双边之间的边境起于維堡城堡东北边，沿着謝斯特拉河及沃爾奇亞河把卡累利阿地峽分半，再穿过萨沃尼亚，再根据传统的诠释止于皮海河附近的波的尼亞灣。但是和约中的“北边的海洋”也可能指北冰洋。除了边境的划分之外，和约也保证了诺夫哥罗德、瑞典及吕贝克和哥得蘭商人在涅瓦河及波罗的海自由航行的权利。
然而只是靠近维堡的边境南段才被认为是重要的，且在和约中清晰地界定了。在荒野中的界线只是大致地规定了，并被假定为没有卡累利阿地峡上的界线那么重要。也有人诠释为和约原本预定给瑞典和诺夫哥罗德在博滕北部和拉普兰共享权利。

## 后续影响

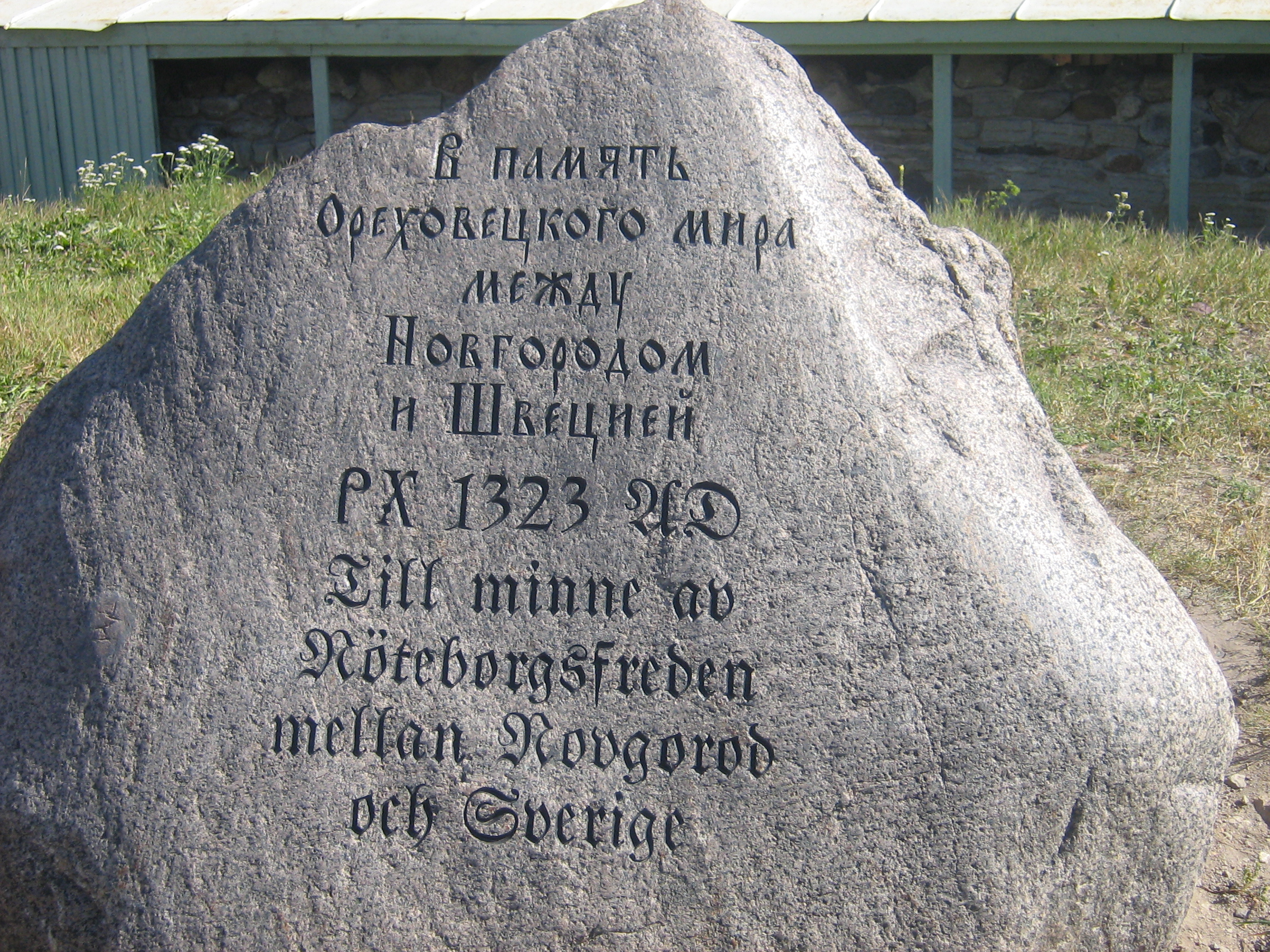
位于什利谢利堡城堡里的内特堡和约纪念碑

和约的签订没有过问过居住在边境两侧的波罗的芬兰人（包括卡累利阿人、本部芬兰人和海梅人）各部落的意见。瑞典和诺夫哥罗德之前实际上在芬诺斯坎底亚东部建立了他们各自的影响范围：卡累利阿人受于俄罗斯人的统治，位于西部的其他部落则受到瑞典的统治。和约的签订为这个划分取得了国际上的承认，但有关“永久和平”这个概念则对诺夫哥罗德和瑞典之间长期的纷争并无影响。位于荒野中的边境北段对汉萨同盟及其外交人员无足轻重，但这些区域在不久之后则成为瑞典和诺夫哥罗德之间的争夺点。在和约签订的五年之内，瑞典殖民者就开始在博滕北部地区开修公路。瑞典也大约在1375年左右新建了奥卢城堡以及在1475年新建了奧拉維城堡，这些明显地位于边界线诺夫哥罗德一侧。
签订于1595年的《特乌西纳和约》重申了瑞典语文本的正确性。但是在这之前的很久瑞典就成功并永久地占领了原边境诺夫哥罗德一侧的大批土地，包括博滕和萨沃尼亚地区。边境线以西、以及朝北方扩展的领土最终演变为当今的芬兰。